# Gezahegne Abera
Gezahegne Abera (ur. 23 kwietnia 1978 w Etya) – etiopski lekkoatleta maratończyk, mistrz olimpijski z Sydney.
Urodzony w Etya, wiosce w regionie Oromia, Abera po raz pierwszy wystartował w międzynarodowym biegu maratońskim w Los Angeles w 1999, który ukończył na 4. pozycji za trzema Kenijczykami. Na mistrzostwach świata w 1999 w Sewilli zajął 11. miejsce. W tym samym roku zwyciężył w maratonie w Fukuoce uzyskując swój najlepszy czas 2:07:54. W 2000 zajął 2. miejsce w Maratonie Bostońskim.
Na igrzyskach olimpijskich w 2000 w Sydney po przebiegnięciu większości dystansu uformowała się czołówka 3 biegaczy: Abera i Tesfaye Tola z Etiopii i Erick Wainaina z Kenii. Po 37 kilometrach Wainaina usiłowal się oderwać, ale bez powodzenia. 2 kilometry później uczynił to Abera i utrzymał prowadzenie do końca, wygrywając z Wainainą o 20 sekund. W wieku 22 lat Abera został najmłodszym mistrzem olimpijskim w biegu maratońskim.
Na mistrzostwach świata w 2001 w Edmonton Abera zdobył złoty medal, stając się pierwszym lekkoatletą, który zdobył zarówno mistrzostwo olimpijskie, jak i świata w maratonie (wśród kobiet osiągnęła to Rosa Mota). Zwyciężył w 2001 i 2002 w maratonie w Fukuoce, a w 2003 w Maratonie Londyńskim. Nie ukończył biegu na mistrzostwach świata w 2003 w Paryżu wskutek kontuzji.
W 2003 ożenił się z Elfenesh Alemu, która również jest biegaczką maratońską, dwukrotną olimpijką.